# Liste der Informationsminister von Gambia
Die Liste der Informationsminister von Gambia listet die Informationsminister des westafrikanischen Staates Gambia von 1962 bis heute auf.
Die offizielle Bezeichnung des Amtes lautete bis Mitte 2009 englisch Secretary of State for Information, SOS, danach englisch Minister of Information. Gewöhnlich wurde das Ressort Information mit dem Ressort Kommunikation oder Kommunikations-Infrastruktur kombiniert. Auch wurde das Resort mit dem Resort Bauwesen zeitweilig mit diesem Amt kombiniert.
| Regierungschef                                                                 | Amtszeit                                                                       | Amtsinhaber                                                                    | Partei- zugehörigkeit                                                          | Anmerkung                                                                      |
| Britisch-Gambia (Britische Kolonie mit Vorbereitung auf eine Selbstverwaltung) | Britisch-Gambia (Britische Kolonie mit Vorbereitung auf eine Selbstverwaltung) | Britisch-Gambia (Britische Kolonie mit Vorbereitung auf eine Selbstverwaltung) | Britisch-Gambia (Britische Kolonie mit Vorbereitung auf eine Selbstverwaltung) | Britisch-Gambia (Britische Kolonie mit Vorbereitung auf eine Selbstverwaltung) |
| ------------------------------------------------------------------------------ | ------------------------------------------------------------------------------ | ------------------------------------------------------------------------------ | ------------------------------------------------------------------------------ | ------------------------------------------------------------------------------ |
| Premierminister Dawda Jawara (PPP)                                             | 1962 bis 1963                                                                  | Omar M’Baki (um 1923–1994)                                                     | parteilos                                                                      |                                                                                |
| Premierminister Dawda Jawara (PPP)                                             | 1963 bis 1965                                                                  | Alieu Badara N’Jie (1904–1982)                                                 | DCA                                                                            |                                                                                |
| Republik Gambia (Erste Republik)                                               |                                                                                |                                                                                |                                                                                |                                                                                |
| Premierminister Dawda Jawara (PPP)                                             | 1965 bis 1968                                                                  | Sheriff Dibba (1937–2008)                                                      | PPP                                                                            |                                                                                |
| Premierminister Dawda Jawara (PPP)                                             | 1968                                                                           | Amang S. Kanyi († 1968)                                                        | PPP                                                                            |                                                                                |
| Staatspräsident Dawda Jawara (PPP)                                             | 1970 bis 1972                                                                  | Kalilou Singhateh (1934–2025)                                                  | PPP                                                                            | Umwandlung zum präsidentiellen Regierungssystem                                |
| Staatspräsident Dawda Jawara (PPP)                                             | 1972 bis 1977                                                                  | Alieu Sulayman Jack (* 1937)                                                   |                                                                                |                                                                                |
| Staatspräsident Dawda Jawara (PPP)                                             | 1977 bis 1979                                                                  | Bakary Landing Kuti Sanyang (1937–2010)                                        | PPP                                                                            |                                                                                |
| Staatspräsident Dawda Jawara (PPP)                                             | 1979 bis 1982                                                                  | Ibrahima B. A. Kelepha-Samba (1915–1995)                                       | PPP                                                                            |                                                                                |
| Staatspräsident Dawda Jawara (PPP)                                             | 1987 bis 1987                                                                  | Lamin Bora M’Boge (1932–2008)                                                  | PPP                                                                            |                                                                                |
| Staatspräsident Dawda Jawara (PPP)                                             | 1982 bis 1990                                                                  | Mamadou Cadi Cham (1919–2000)                                                  | PPP                                                                            |                                                                                |
| Staatspräsident Dawda Jawara (PPP)                                             | 1990 bis 1994                                                                  | Mathew Y. Baldeh                                                               | PPP                                                                            | Abgesetzt durch einen Putsch                                                   |
| Republik Gambia (Zweite Republik)                                              |                                                                                |                                                                                |                                                                                |                                                                                |
| Militärregierung (AFPRC) Yahya Jammeh                                          | 1994 bis 1995                                                                  | Mbemba M. Tambedou                                                             |                                                                                |                                                                                |
| Militärregierung (AFPRC) Yahya Jammeh                                          | 1995 bis 1996                                                                  | Ebrima Ceesay                                                                  |                                                                                |                                                                                |
| Staatspräsident Yahya Jammeh (APRC)                                            | 1996 bis 1999                                                                  | Ebrima Ceesay                                                                  |                                                                                |                                                                                |
| Staatspräsident Yahya Jammeh (APRC)                                            | 1999 bis 2000                                                                  | Momodou Sarjo Jallow                                                           |                                                                                |                                                                                |
| Staatspräsident Yahya Jammeh (APRC)                                            | 2000 bis 2002                                                                  | Edward Singhatey (* 1968)                                                      |                                                                                |                                                                                |
| Staatspräsident Yahya Jammeh (APRC)                                            | 2003 bis 2004                                                                  | Yankuba Touray (* 1966)                                                        |                                                                                |                                                                                |
| Staatspräsident Yahya Jammeh (APRC)                                            | 2004 bis 2005                                                                  | Amadou Scattred Janneh (* 1962)                                                |                                                                                |                                                                                |
| Staatspräsident Yahya Jammeh (APRC)                                            | 2005 bis 2008                                                                  | Neneh MacDouall-Gaye (* 1957)                                                  |                                                                                |                                                                                |
| Staatspräsident Yahya Jammeh (APRC)                                            | 2008 bis 2009                                                                  | Fatim Badjie (* 1983)                                                          |                                                                                |                                                                                |
| Staatspräsident Yahya Jammeh (APRC)                                            | 2009 bis 2010                                                                  | Abdoulie Cham (* 1960)                                                         |                                                                                |                                                                                |
| Staatspräsident Yahya Jammeh (APRC)                                            | 2010 bis 2012                                                                  | Bala Garba-Jahumpa (* 1958)                                                    |                                                                                |                                                                                |
| Staatspräsident Yahya Jammeh (APRC)                                            | 2012 bis 2013                                                                  | Njogou L. Bah                                                                  |                                                                                |                                                                                |
| Staatspräsident Yahya Jammeh (APRC)                                            | 2013                                                                           | Crispin Grey-Johnson (* 1946)                                                  |                                                                                |                                                                                |
| Staatspräsident Yahya Jammeh (APRC)                                            | 2015 bis 2017                                                                  | Sheriff Bojang (* 1974)                                                        | APRC                                                                           |                                                                                |
| Staatspräsident Yahya Jammeh (APRC)                                            | 2017                                                                           | Seedy S. K. Njie                                                               | APRC                                                                           |                                                                                |
| Republik Gambia (Dritte Republik)                                              |                                                                                |                                                                                |                                                                                |                                                                                |
| Staatspräsident Adama Barrow (UDP)                                             | 2017 bis 2018                                                                  | Demba A. Jawo                                                                  |                                                                                |                                                                                |
| Staatspräsident Adama Barrow (UDP)                                             | 2018 bis 2022                                                                  | Ebrima Sillah                                                                  |                                                                                |                                                                                |
| Staatspräsident Adama Barrow (UDP)                                             | 2022 bis 2024                                                                  | Lamin Queen Jammeh (* 1963)                                                    | NPP                                                                            |                                                                                |
| Staatspräsident Adama Barrow (UDP)                                             | ab 2024                                                                        | Ismaila Ceesay                                                                 | CA                                                                             |                                                                                |